# Chery A1
Chery A1 — автомобиль малого класса, производившийся китайским автозаводом Chery Automobile.

## Разработка и производство
Разработка автомобиля велась компанией Chery совместно с Chrysler. Дизайн был разработан в итальянском ателье Bertone, а двигатель объёмом 1,3 литра и мощностью 83 л.с. был разработан совместно с австрийской фирмой AVL.
В марте 2011 года были опубликованы фотографии рестайлинговой модели. Изменения коснулись переднего бампера, задних фонарей, центральной консоли салона, которая была поделена на две части, а также была изменена форма воздуховодов печки.

## Комплектации
Автомобиль оснащается 5-ступенчатой механической или автоматической роботизированной коробкой передач, двумя подушками безопасности, АБС, кондиционером, электропакетом, mp3 CD-ресивером с USB разъемом, центральным замком, гидроусилителем руля, задним парктроником, противотуманными фарами и легкосплавными колёсами. В Россию поставляются автомобили в единственной комплектации.
Chery International заявляла срок гарантии 4 года или 120 тыс. км пробега.